# Liste der Baudenkmale in Goslar - Schreiberstraße
In der Liste der Baudenkmale in Goslar - Schreiberstraße sind alle Baudenkmale in der Schreiberstraße der niedersächsischen Gemeinde Goslar aufgelistet. Die Quelle der Baudenkmale ist der Denkmalatlas Niedersachsen. Der Stand der Liste ist der 25. September 2022.

## Allgemein
In den Spalten befinden sich folgende Informationen:
- Lage: die Adresse des Baudenkmales und die geographischen Koordinaten. Kartenansicht, um Koordinaten zu setzen. In der Kartenansicht sind Baudenkmale ohne Koordinaten mit einem roten Marker dargestellt und können in der Karte gesetzt werden. Baudenkmale ohne Bild sind mit einem blauen Marker gekennzeichnet, Baudenkmale mit Bild mit einem grünen Marker.
- Bezeichnung: Bezeichnung des Baudenkmales
- Beschreibung: die Beschreibung des Baudenkmales. Unter § 3 Abs. 2 NDSchG werden Einzeldenkmale und unter § 3 Abs. 3 NDSchG Gruppen baulicher Anlagen und deren Bestandteile ausgewiesen.
- ID: die Objekt-ID des Baudenkmales
- Bild: ein Bild des Baudenkmales, ggf. zusätzlich mit einem Link zu weiteren Fotos des Baudenkmals im Medienarchiv Wikimedia Commons. Wenn man auf das Kamerasymbol klickt, können Fotos zu Baudenkmalen aus dieser Liste hochgeladen werden:

Zurück zur Hauptliste
| Lage                                            | Bezeichnung               | Beschreibung | ID       | Bild           |
| ----------------------------------------------- | ------------------------- | --- | -------- | -------------- |
| Schreiberstraße 51° 54′ 18″ N, 10° 25′ 24″ O    | Straßenraum               | | 36592787 |                |
| Schreiberstraße 1 51° 54′ 17″ N, 10° 25′ 26″ O  | Wohnhaus                  | Zweigeschossiger Gebäudekomplex mit Satteldach in Schieferdeckung (gleichzeitiges Dachwerk über dem gesamten Vorderhaus), traufständiges Eckhaus, „Goslarer Giebel“ an der Ecke zur Bergstraße. Drei Gebäudeteile: an der linken Fassadenseite der Schreiberstraße eine Kemenate in Massivbauweise (um 1250), im EG mit verändertem, ursprünglichen Drillingsfenster mit Kleeblattbögen sowie mit spätromanischem Biforium im OG. In der Gebäudemitte oberhalb einer Toröffnung im EG ein jüngerer Fachwerkbauteil im OG (um 1800) mit zeitgenössisch erneuertem Dielentor, hofseitig spitzbogiges Dielenportal. An der Gebäudeecke zur Bergstraße ein zweigeschossiger Fachwerkbau (um 1570) auf mittelalterlichem Sockelmauerwerk, Oberstock auskragend auf horizontal profilierten Balkenköpfen, Brüstungsbohlen mit geschnitzten Sonnenrosenornamenten dekoriert; Keller mit spätgotischem Spitztonnengewölbe aus dem 14. Jh. | 36607238 |                |
| Schreiberstraße 2 51° 54′ 17″ N, 10° 25′ 25″ O  | Wohnhaus                  | Zwei- bis dreigeschossiges Gebäude mit Satteldach in Schieferdeckung, traufständig. Nördlicher Gebäudeteil: zweigeschossiger Massivbau mit Putzfassade und gotischem Kaffgesims, Drillingsfenster im EG sowie Doppel- und Drillingsfenster im OG, im Inneren spätgotische Treppenanlage. Südlicher Gebäudeteil: ehemalige Diele, um 1800 als dreigeschossiger Fachwerkbau neu errichtet, Fassade fachwerksichtig. | 36607270 |                |
| Schreiberstraße 3 51° 54′ 18″ N, 10° 25′ 25″ O  | Wohnhaus                  | Zweigeschossiger Fachwerkbau mit Satteldach in Ziegeldeckung, traufständig. Fassade mit Schiefer verkleidet, an der linken Fassadenseite Tordurchfahrt zum Hof. | 36607302 |                |
| Schreiberstraße 4 51° 54′ 18″ N, 10° 25′ 24″ O  | Wohnhaus                  | Zweigeschossiger Fachwerkbau mit Satteldach in Ziegeldeckung, traufständig; auf hohem steinernen Sockel. Fassade mit Schiefer verkleidet, Sockel verputzt, OG 1949 umgebaut. | 36541150 |                |
| Schreiberstraße 5 51° 54′ 18″ N, 10° 25′ 24″ O  | Wohnhaus                  | Zweigeschossiger Fachwerkbau mit Satteldach in Ziegeldeckung, traufständig. Fassade fachwerksichtig, EG an der linken Seite mit Ladeneinbau, wohl aus dem frühen 19. Jh. | 36541182 |                |
| Schreiberstraße 6 51° 54′ 19″ N, 10° 25′ 24″ O  | Wohnhaus                  | Dreigeschossiger Fachwerkbau mit Satteldach in Ziegeldeckung, traufständig. Fassade mit Schiefer verkleidet. | 36541230 |                |
| Schreiberstraße 7 51° 54′ 19″ N, 10° 25′ 23″ O  | Wohnhaus                  | Zweigeschossiger Fachwerkbau mit Walmdach, traufständig, mit Gartenfläche vor der Südfassade samt Einfriedung in Bruchsteinmauerwerk. Fassade mit Schiefer verkleidet, Sockel in Bruchsteinmauerwerk. | 36541258 |                |
| Schreiberstraße 7 51° 54′ 18″ N, 10° 25′ 23″ O  | Garten                    | Gartenfläche vor der Südfassade des Wohnhauses, seitlich an die Schreiberstraße angrenzend; mit Einfriedungsmauer in Bruchsteinmauerwerk. | 36567638 | BW             |
| Schreiberstraße 9 51° 54′ 17″ N, 10° 25′ 24″ O  | Wohnhaus                  | Zweigeschossiger Massivbau mit Satteldach in Schieferdeckung, traufständig; an der Nordseite eingeschossiger Anbau mit giebelständigem Pultdach. Kernbau vermutlich aus dem frühen 16. Jh., Anbau aus dem 18. Jh. Straßenfassade verputzt, Seitenfassade fachwerksichtig. | 36541292 | BW             |
| Schreiberstraße 10 51° 54′ 17″ N, 10° 25′ 25″ O | Bürgerhaus Balder         | Bürgerhaus, errichtet laut Inschrift 1518 für die Goslarer Patrizierfamilie Balder, deren Wappen in der Fassade abgebildet ist. Zwei- bis dreigeschossiger Massivbau mit Satteldach in Schieferdeckung, traufständig. Fassade geschlemmt, an der linken Fassadenseite eine Tordurchfahrt mit Spitzbogenöffnung, über die der rückwärtige, mit Kopfsteinpflaster versehene Hofbereich erschlossen wird. Im mittleren Fassadenteil die ehemalige Däle, zweigeschossig verbaut, darüber 2. OG in Fachwerkbauweise, fachwerksichtig; an der rechten Fassadenseite zweigeschossig, Fensteröffnungen mit aufwendig gearbeitetem Rahmenwerk dekoriert. | 36607329 |                |
| Schreiberstraße 10 51° 54′ 17″ N, 10° 25′ 24″ O | Anbau                     | Zweigeschossiger Fachwerkbau mit Pultdach mit Ziegeldeckung, hofseitig angebaut an die Rückfassade des Bürgerhauses, vermutlich anstelle eines älteren Küchengebäudes. Mehrere Bauteile mit versetzten Fassadenfluchten, nördlicher Bauteil nur eingeschossig. Fassade fachwerksichtig. | 36556979 | BW             |
| Schreiberstraße 10 51° 54′ 17″ N, 10° 25′ 24″ O | Hof                       | Hofbereich hinter dem Bürgerhaus, mit Kopfsteinpflasterung. | 39860877 | BW             |
| Schreiberstraße 10 51° 54′ 17″ N, 10° 25′ 23″ O | Wirtschaftsgebäude        | Wirtschaftsgebäude, erbaut 1889 nach einem Brand unter Nutzung von Fragmenten des Vorgängerbaus (ehemals Windmühle). Eingeschossiger Fachwerkbau mit Satteldach in Ziegeldeckung, frei stehend. Fassade fachwerksichtig, Nordgiebel mit Wand aus Backsteinmauerwerk unterhalb des Giebelbereichs; Längsfassade mit mehreren großen Toröffnungen. | 36578894 | BW             |
| Schreiberstraße 11 51° 54′ 17″ N, 10° 25′ 25″ O | Wohnhaus                  | Dreigeschossiger Massivbau mit Satteldach in Schieferdeckung, traufständig. Fassade verputzt, 1871 und 1899 stark umgebaut und mit regelmäßiger Durchfensterung versehen, ehemalige Tordurchfahrt links mit Fenstern geschlossen, mittig 1899 neue rechteckige Toröffnung eingesetzt. | 36607360 |                |
| Schreiberstraße 12 51° 54′ 16″ N, 10° 25′ 25″ O | Wohn-/ Wirtschaftsgebäude | Errichtet 1692–93 für Hans Siemens. Dreigeschossiger Fachwerkbau mit Walmdach in Schieferdeckung, traufständiges Eckhaus. Fassade fachwerksichtig, EG auf hohem Sockel aus Bruchsteinmauerwerk, Obergeschosse vorkragend, dreigeschossig zur Bergstraße und zweigeschossig zur Schreiberstraße. Stockwerksschwellen mit abgefasten Unterkanten, auf horizontal profilierten Balkenköpfen; Brüstungsgefache mit Buckelstreben, Ausfachungen in rotem Backsteinmauerwerk. Dach über der Gebäudeecke mit „Goslarer Giebel“ mit der Giebelseite zur Bergstraße. | 36607391 | Weitere Bilder |
| Schreiberstraße 12 51° 54′ 16″ N, 10° 25′ 24″ O | Wirtschaftsgebäude        | Zweigeschossiger Fachwerkbau mit Satteldach in Schieferdeckung, traufständig; nördlicher Seitenflügel des Siemens-Hauses entlang des Wirtschaftshofs. Fassade fachwerksichtig; Auskreuzungen an den Außenseiten mit K-Streben, Brüstungsgefache mit regelmäßigen Fußstreben, Ausfachungen mit rotem Backsteinmauerwerk. An der Westseite im Bereich der Stallungen eingeschossiger Bauteil. | 39782139 | BW             |
| Schreiberstraße 12 51° 54′ 15″ N, 10° 25′ 24″ O | Wirtschaftsgebäude        | Dreigeschossiger Fachwerkbau mit Satteldach in Schieferdeckung, traufständig; südlicher Seitenflügel des Siemens-Hauses entlang der Bergstraße. Fassade fachwerksichtig, Erdgeschoss auf Sockel in Bruchsteinmauerwerk, am Übergang zum Siemens-Haus geschosshohes Mauerwerk (ehemalige Brauhaus mit gemauertem Braukessel); Auskreuzungen an den Außenseiten mit K-Streben, Brüstungsgefache mit Buckelstreben, Ausfachungen mit rotem Backsteinmauerwerk. Tordurchfahrt an der linken Fassadenseite. | 36579224 |                |
| Schreiberstraße 12 51° 54′ 16″ N, 10° 25′ 24″ O | Hof                       | Hofbereich hinter dem Wohn-/ Wirtschaftsgebäude, mit Kopfsteinpflasterung. | 36568774 | BW             |